# Бригам Сити
Бригам Сити (на английски: Brigham City) е град в окръг Бокс Елдър, щата Юта, САЩ. Бригам Сити е с население от 18 712 жители (2000) и обща площ от 37,1 km². Намира се на 1352 m надморска височина. ЗИП кодът му е 84302, а телефонният му код е 435.